# کلچه‌ها
کلچه‌ها (نام علمی: Neotragus) نام یک سرده از تیره گاوان است.